# Erecula leleupi
Erecula leleupi is een hooiwagen uit de familie Assamiidae.